# Un eroe ribelle
Un eroe ribelle (Wayward Son) è un romanzo fantasy young adult della scrittrice Rainbow Rowell. Sequel di Carry On, è il secondo capitolo della trilogia dedicata a Simon Snow, spin-off del romanzo Fangirl.

## Trama
È passato un anno e mezzo da quando il Prescelto Simon Snow ha sconfitto il Tedio Insidioso, sacrificando per ciò la sua magia e rimanendo privo dei suoi poteri, tranne per un paio d'ali e una coda di drago residui del suo ultimo incantesimo. Il ragazzo è caduto in depressione per la sua situazione e medita di lasciare Baz, il suo ragazzo vampiro, non ritenendosi alla sua altezza. La sua migliore amica Penelope decide di aiutare Simon a riprendersi, organizzando un viaggio negli Stati Uniti per andare a trovare Agatha, sua amica ed ex di Simon, nonostante Agatha non voglia in quanto ha cercato di prendere le distanze da ogni forma di magia in seguito ai traumi dello scontro con l'Arcimago.
La situazione prende una brutta piega in quanto, appena giunti negli Stati Uniti, Penelope rompe con il suo ragazzo, Micah, il quale ha cercato da anni di porre fine alla loro relazione a distanza, e ciò turba profondamente la ragazza. Essendo lei la guida del gruppo, i tre si trovano spaesati e senza un vero piano, decidendo ugualmente di proseguire il loro viaggio verso la California per il bene di Simon, che riacquista parzialmente il buonumore. Nel frattempo, Agatha viene convinta controvoglia da un'amica a partecipare a un ritiro fuori città chiamato NowNext, nonostante nutra dei dubbi sui suoi membri.
Durante il viaggio, Simon, Penelope e Baz si fermano a una fiera rinascimentale in Nebraska e uccidono un gruppo di vampiri prima che possano fare del male ai Normali; così facendo espongono la loro magia pubblicamente, infrangendo la regola più severa dei maghi, e fuggono. Vengono seguiti da un furgone e, nel tentativo di seminarlo, finiscono in una Zona Silente, dove non c'è magia a causa dell'assenza di Normali nella zona. I tre subiscono l'attacco di alcune creature ibride che governano le Zone Silenti e odiano gli umani, ma vengono salvati dal conducente del furgone, un Normale di nome Shepard, che nutre una profonda passione per le creature magiche. I tre sono profondamente diffidenti nei suoi confronti, ma alla fine accettano di accompagnarli.
Agatha scopre che NowNext in realtà si chiama NextBlood, un gruppo di fanatici che sono diventati vampiri per usufruire di tutte le abilità di tali esseri e che vogliono imparare a usare la magia: intendono estrarre la magia di Agatha per creare una razza superiore. Riesce a inviare una richiesta d'aiuto agli amici, che vanno a Las Vegas per cercare risposte attraverso una serie di indizi; Las Vegas è un covo di vampiri e Baz va sotto copertura per ottenere informazioni, attirando l'attenzione di un vampiro di nome Lamb, che in realtà il re dei vampiri degli Stati Uniti, il quale accetta di portare il gruppo da NextBlood per salvare Agatha.
Lamb conduce il gruppo in una trappola in una Zona Silente, con l'intento di consegnare Simon e Penny a NextBlood come parte di un patto per mantenere la pace. Il gruppo combatte e sconfigge i vampiri, dopodiché torna a San Diego. Penelope scopre che Shepard è stato maledetto da un demone e decide di portarlo con sé in Inghilterra per cercare di aiutarlo; Simon cerca di rompere con Baz, ma in quel momento Penny arriva e informa loro a Watford c'è un'emergenza e devono tornare subito.

## Accoglienza
Un eroe ribelle ha ricevuto recensioni generalmente positive dalla critica. Caitlyn Paxson di NPR l'ha descritta come "una lettura molto piacevole, resa ancora più divertente del suo predecessore dal fatto che non è gravata dal suo materiale ispiratore". Ha continuato discutendo di come l'autrice Rainbow Rowell abbia dimostrato la sua capacità di sviluppare personaggi che non sono così simili ai personaggi di Harry Potter come Draco Malfoy e il titolare Harry Potter. Constance Grady di Vox  concorda sul fatto che la storia è molto simile a Harry Potter , ma elogia la "qualità da fanfiction" di Carry On. Tuttavia, Grady sostiene che il libro non è all'altezza del predecessore, affermando che "Un eroe ribelle era destinato a essere un libro più leggero di Carry On. Non può ottenere lo stesso effetto di Carry On perché quel trucco funziona solo una volta. Non può trasformare Fanon in canon per la prima volta di nuovo."  Inoltre, Paxson solleva ulteriormente la questione della magia dei colonizzatori rispetto alla magia degli indigeni e di come Rowell sfiori appena l'idea. Osserva: "Un vasto libro di viaggio nella natura della magia in America si scontra intrinsecamente con un dilemma: è responsabile creare una visione della magia americana che rappresenti solo i suoi colonizzatori e immigrati?"  Paxson esprime il desiderio che ci fosse una comprensione più profonda e maggiori informazioni sulla magia indigena per rafforzare il fatto che le culture indigene sono vive, ma osserva che l'evitamento dell'argomento da parte di Rowell potrebbe anche essere un modo sicuro per evitare una possibile appropriazione culturale.
L'accoglienza di Un eroe ribelle da parte del grande pubblico non ha eguagliato il suo predecessore, ma è stata comunque positiva.
Un eroe ribelle ha vinto il premio "young adult preferito" del 2019 in Barnes & Noble Booksellers. È stato anche nominato per il Goodreads Choice Award nella categoria "young adult fantasy e fantascienza" del 2019 ed è stato incluso nella Top 10 di young adult 2020.